# Musée de la numismatique de Willemstad
Le Musée de la numismatique est un musée situé à Willemstad sur l'île de Curaçao.

## Collections
Les collections du musée illustrent l'évolution de la monnaie antillaise, passant des accords de troc à l'échange par des pièces de monnaie de différents pays et, enfin, à l'émission de monnaie nationale pour les Antilles néerlandaises. Il est détenu et exploité par la Banque des Antilles néerlandaises.